# Giuseppe Rosati (vescovo)
Giuseppe Rosati (Sora, 12 gennaio 1789 – Roma, 25 settembre 1843) è stato un missionario e vescovo cattolico italiano.
È stato il primo vescovo di Saint Louis.

## Biografia
Rosati nacque nella città di Sora allora facente parte del Regno di Napoli. Completò gli studi nel 1807 per poi entrare nella Congregazione della missione (i cui appartenenti erano comunemente detti Padri vincenziani) l'anno seguente. Fu ordinato prete nel 1811.
L'amministratore apostolico dell'arcidiocesi di Louisiana e Florida, Louis-Guillaume-Valentin Dubourg, appartenente alla Compagnia dei sacerdoti di San Sulpizio, si recò a Roma in occasione della sua consacrazione a vescovo. Con l'occasione in questo suo periodo di permanenza si dedicò a cercare personale che lo potesse aiutare nella sua missione sulla frontiera americana. Il primo reclutato fu un altro prete vincenziano Felix de Andreis amico di Rosati. Questi a suo volta reclutò Rosati per accompagnarlo nel nuovo mondo.

## Missionario in America
Nel 1816 Dubourg pagò il loro viaggio in America. Rosati e de Andreis raggiunsero prima Baltimora e in seguito Bardstown nel Kentucky dove furono accolti dal vescovo locale Benoît-Joseph Flaget. I due italiani insegnarono teologia al St.Thomas Seminary mentre perfezionavano la loro conoscenza della lingua inglese.
Dubourg tornò negli Stati Uniti il 4 settembre del 1817 accompagnato da un numeroso gruppo di preti sbarcati anch'essi a Baltimora.
Appena arrivato Dubourg chiese a Flaget che egli accompagnasse i due vincenziani a St.Louis per accogliere i nuovi fratelli arrivati. Durante il viaggio vennero raggiunti dal Reverendo Donatien Olivier. Attraversato il fiume Missouri raggiunsero la colonia francese di Sainte-Geneviève. Qui vennero accolti dal reverendo Henry Pratte, nativo della città e primo prete cattolico del Missouri ad essere nato in America.
De Andreis rimase nella colonia mentre il resto del gruppo continuò verso St. Louis.
Arrivati rimasero scioccati nel vedere che la chiesa e la Canonica, costruiti 40 anni prima, stavano cadendo a pezzi ed erano prive di porte e finestre. I sacerdoti dormivano sulla terra perché non c'era il pavimento in legno.
Pratte fu tuttavia abile nel sistemare per quanto fu possibile rendendo l'ambiente dignitoso prima dell'arrivo di Dubourg e del suo entourage. Il suo arrivo fu salutato da una folla di 2 500 persone che abitavano in città.
Rosati si spostò in seguito a Perryville dove aprì nel 1818 il seminario St. Mary of the Barrens Seminary. Per alcuni anni supervisionò la costruzione della scuola ed allo stesso tempo insegnò.

## Episcopato
Nel 1822 fu nominato vescovo titolare di Tanagra (13 febbraio) e vicario apostolico (13 agosto) del Mississippi e dell'Alabama; l'anno seguente vescovo coadiutore di Dubourg, il cui territorio si estendeva dalla Louisiana alla Florida. Rosati risiedeva a St. Louis mentre Dubourd a New Orleans.
Nel 1826 tuttavia, durante un viaggio a Roma, Dubourd rassegnò inaspettatamente le sue dimissioni. A quel punto il Vaticano decise di dividere la diocesi trasformando St. Louis in sede episcopale.
Il 18 luglio dello stesso anno Rosati fu poi nominato amministratore apostolico di entrambe le diocesi. Fu nominato primo vescovo di St. Louis il 20 marzo 1827.
In seguito, nel 1828, Rosati aprì il Mullanphy Hospital (poi DePaul Hospital) con le Figlie della carità di San Vincenzo de' Paoli, fondò l'anno successivo il St. Mary's of the Barrens College and Seminary (che sarebbe divenuto in seguito la Saint Louis University) ed iniziò la costruzione della cattedrale di St.Louis dal 1831 al 1834.
Nel 1841 Rosati fu nominato da papa Gregorio XVI per assistere ai negoziati tra la Santa Sede e Haiti, molto importanti visto che la Chiesa cattolica ad Haiti si trovava da decenni (di fatto dalla fine del Settecento) in uno stato irregolare dopo la formazione unilaterale nel 1804 di una "arcidiocesi di Haiti" e il disconoscimento dell'autorità dell'arcidiocesi di Santo Domingo. La missione sembrò avere successo nel 1842 ma lo Stato haitiano (che in quel momento comprendeva tutta l'isola di Hispaniola) pretendeva un eccessivo controllo sulla Chiesa (compreso il contenuto dei libri di preghiera, le prediche e la corrispondenza degli ecclesiastici) e il diritto di scelta dei vescovi, condizioni che non furono accettate a Roma, 
Rosati morì a Roma nel 1843 dopo aver consegnato al papa un resoconto sulla sua missione diplomatica. I suoi resti vennero fatti ritornare a St. Louis ed interrati nella sua cattedrale.

## Genealogia episcopale e successione apostolica
La genealogia episcopale è:
- Cardinale Scipione Rebiba
- Cardinale Giulio Antonio Santori
- Cardinale Girolamo Bernerio, O.P.
- Arcivescovo Galeazzo Sanvitale
- Cardinale Ludovico Ludovisi
- Cardinale Luigi Caetani
- Cardinale Ulderico Carpegna
- Cardinale Paluzzo Paluzzi Altieri degli Albertoni
- Papa Benedetto XIII
- Papa Benedetto XIV
- Cardinale Enrico Enriquez
- Arcivescovo Manuel Quintano Bonifaz
- Cardinale Buenaventura Córdoba Espinosa de la Cerda
- Cardinale Giuseppe Maria Doria Pamphilj
- Arcivescovo Louis-Guillaume-Valentin Dubourg, P.S.S.
- Vescovo Giuseppe Rosati, C.M.

La successione apostolica è:
- Vescovo Michael Portier (1826)
- Vescovo Leo Raymond De Neckère, C.M. (1830)
- Vescovo Frederick John Conrad Résé (Reze)  (1833)
- Arcivescovo Antoine Blanc (1835)
- Vescovo Richard Pius Miles, O.P.  (1838)
- Arcivescovo Peter Richard Kenrick  (1841)